# José Ramón Bauzá

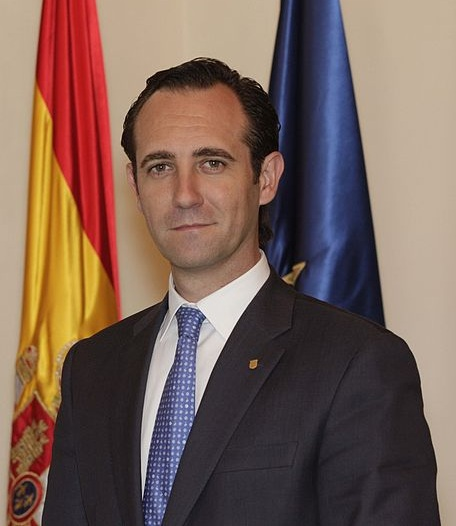

José Ramón Bauzá Díaz (* 16. November 1970) ist ein spanischer Politiker und von 2011 bis 2015 Präsident der Autonomen Gemeinschaft der Balearen. Als Sohn eines mallorquinischen Vaters und einer in Madrid geborenen Mutter ist er von der Universität Complutense Madrid als Apotheker zugelassen. Er besitzt eine eigene Apotheke in seiner Heimatstadt Marratxí.

## Politische Karriere
In Partido Popular (konservative Partei in Spanien)
In der Volkspartei 1995–1999: Stadtrat in der Opposition des Stadtrats von Marrachí.
2001–2003: Stellvertretender Bürgermeister für Stadtplanung und Gesundheit im Stadtrat von Marrachí.
2005–2011: Bürgermeister von Marrachí. 2007–2009: Vizepräsident der Partido Popular der Balearen. 
2009–2015: Präsident der Partido Popular der Balearen. 
2011–2015: Präsident der Balearen. 2015–2019: vom Parlament der Balearen ernannter Senator.
In Ciudadanos (liberale Partei in Spanien):
2019–2024: Mitglied des Europäischen Parlaments